# Adrien-Louis Lusson

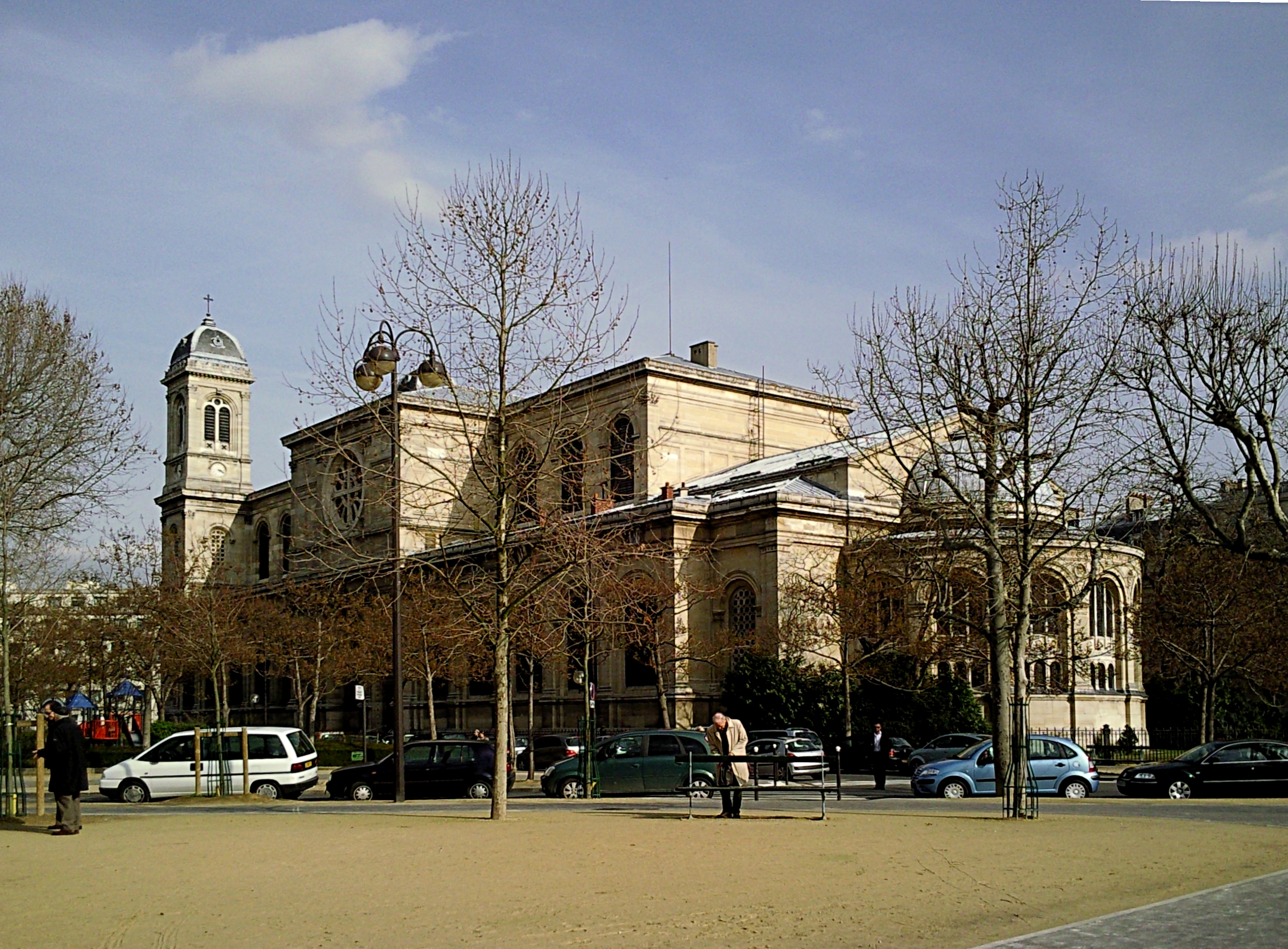
chiesa Saint-François-Xavier-des-Missions-Étrangères

Adrien-Louis Lusson (La Flèche, 4 agosto 1788 – Roma, 9 febbraio 1864) è stato un architetto e decoratore francese.

## Biografia
Figlio di uno scalpellino, venne introdotto alla costruzione in età molto giovane. All'età di 18 anni, prese parte ai lavori di restauro delle facciate del Château de la Barbée a Bazouges-sur-le-Loir, vicino a La Flèche. Allievo della Scuola di Belle Arti di Parigi, prese lezioni da Lahure, Charles Percier e Pierre Fontaine. Divenne un dipendente della città di Parigi e lavorò come architetto del servizio di concessione dal 1820 al 1830 e poi architetto di opere pubbliche nel 1835.
Nel 1855 realizzò a Parigi la chiesa Saint-Eugène-Sainte-Cécile con l'architetto Louis-Auguste Boileau

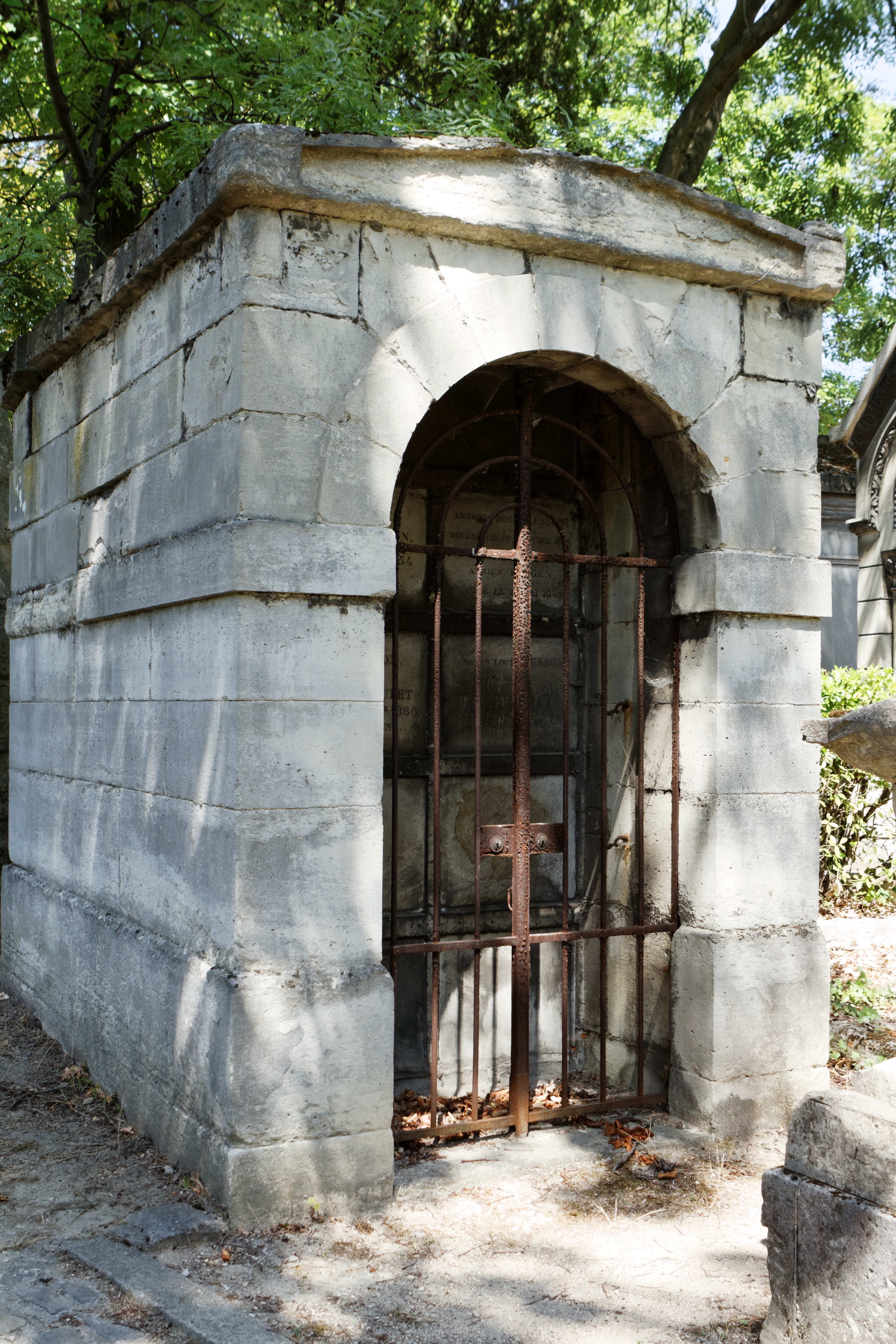
Tomba nel cimitero di Père-Lachaise

Nel 1861, costruì la chiesa Saint-François-Xavier-des-Missions-Étrangères, anch'essa situata a Parigi. Nello stesso anno propose anche un progetto per la costruzione dell'Opera di Parigi.
A lui è dovuta la decorazione della sala del teatro di La Flèche nella Sarthe, così come la sua cupola.
Morì a Roma nel 1864 ed è sepolto nel cimitero di Père-Lachaise 41ª divisione.